# Langes Echo
Langes Echo ist ein Dokumentarfilm von Veronika Glasunowa und Łukasz Łakomy aus dem Jahr 2016. Er porträtiert die Bewohner der Bergarbeiterstadt Dobropillja in der Ostukraine, 70 Kilometer entfernt von der Grenze zu den von pro-russischen Separatisten kontrollierten und umkämpften Gebieten des Donbas.

## Handlung
Der Film zeigt keine Kriegshandlungen, sondern erzählt, wie die Menschen der Stadt trotz der nahen Kampfhandlungen und des Sterbens im russisch-ukrainischen Konflikt – lange vor dem Russischen Überfall auf die Ukraine 2022 – versuchen, ihren Alltag zu bewältigen. Eine Lehrerin betreut in einer Malschule Kinder aus den umkämpften Gebieten. Junge Arbeiter des nahen Bergwerks proben für den nächsten Auftritt ihrer Death-Metal-Band. Tatjana führt durch das städtische Museum und betreibt eine kleine Partnervermittlungs-Agentur. Nikolaj hat begonnen, einen Mini-Zoo aufzubauen, und sucht dafür einen Gecko. Eine Gruppe praktiziert Yoga am Lagerfeuer. „Solche kleinen privaten Visionen stellt der Film immer wieder den militärischen Ritualen und Reden gegenüber.“ Hinter dem Titel stecke „der Nachhall, das lange Echo des sowjetischen Denkens“, sagte Co-Regisseurin Veronika Glasunowa. Viele Alte in Dobropillja trauern laut Glasunowa den guten alten Zeiten hinterher, auch die perspektivlosen Jungen wollten ihre Heimatstadt nicht verlassen.

## Kritiken
- „Wenn Langes Echo Personengruppen zeigt (zum Beispiel beim Yoga), wirken die oft wie einem Film von Roy Andersson entnommen. Aber es sind die Verhältnisse, die diese Absurditäten erzeugen.“ – epd film[7]

- „Die genaue filmische Beobachtung offenbart die Würde und Resilienz von Menschen, die mit dem Alptraum eines nie endenden Konflikts konfrontiert sind.“ – kino.zeit.de[8]

- „Glasunowa und Lakomy mischen sich nicht ein, sie schauen ihren Protagonist*innen nur zu. So entstehen tableauartige Bilder voll Symbolgehalt, Kraft und Präzision.“ – spielfilm.de[9]